# Subligny (Cher)
Subligny ist eine französische Gemeinde mit 337 Einwohnern (Stand: 1. Januar 2022) im Département Cher in der Region Centre-Val de Loire. Sie gehört zum Arrondissement Bourges und zum Kanton Sancerre. Die Einwohner werden Subligniens genannt.

## Lage
Subligny liegt etwa 45 Kilometer nordnordöstlich von Bourges am Fluss Salereine. Umgeben wird Subligny von den Nachbargemeinden Assigny im Norden, Savigny-en-Sancerre im Nordosten, Sainte-Gemme-en-Sancerrois im Osten, Sury-en-Vaux im Osten und Südosten, Menetou-Râtel im Süden sowie Jars im Westen.

## Bevölkerungsentwicklung
| Jahr                       | 1962 | 1968 | 1975 | 1982 | 1990 | 1999 | 2006 | 2019 |
| Einwohner                  | 466  | 405  | 360  | 348  | 320  | 303  | 347  | 337  |
| Quellen: Cassini und INSEE |      |      |      |      |      |      |      |      |

## Sehenswürdigkeiten
- Kirche Saint-Pierre
- Schloss La Boulaye
- Wassermühle von Tirepeine, seit 2010 Monument historique

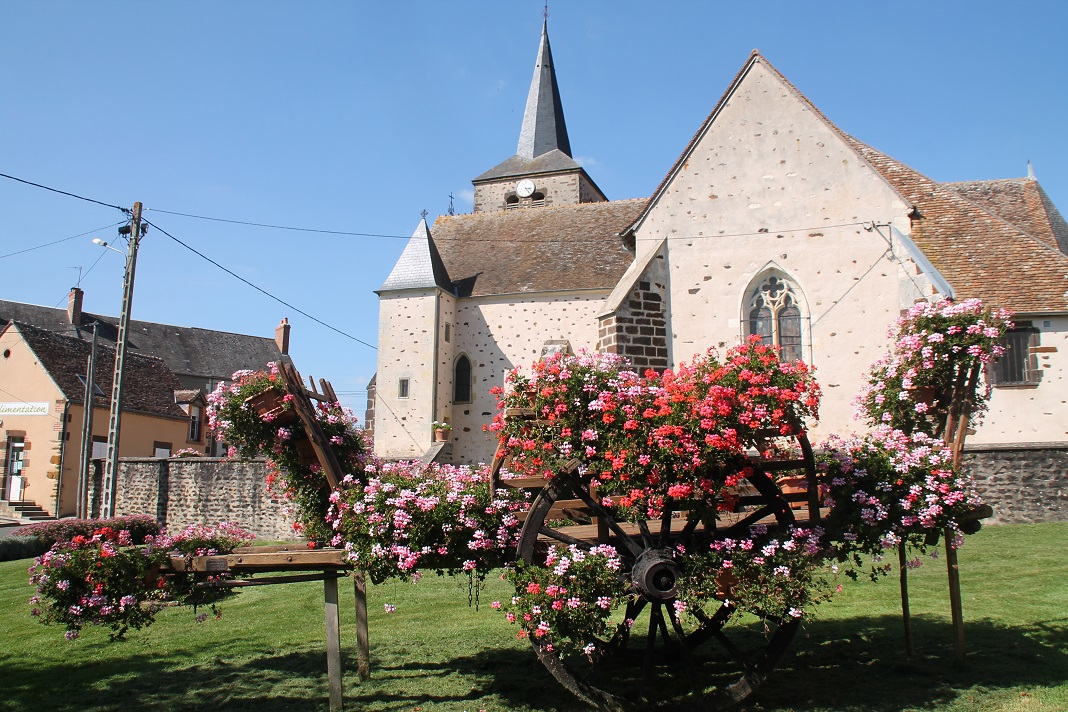
Kirche Saint-Pierre